# 2012-es túraautó-Európa-kupa
A 2012-es túraautó-Európa-kupa a bajnokság nyolcadik kiírása, második alkalommal fordul elő, hogy több versenypályára is ellátogat a mezőny.

## Csapatok és versenyzők
| Super 2000                      | Super 2000          | Super 2000 | Super 2000           | Super 2000 | Super 2000 |
| Csapat                          | Autó                | #          | Versenyző            | Versenyek  |            |
| ------------------------------- | ------------------- | ---------- | -------------------- | ---------- | ---------- |
| Krenek Motorsport               | BMW 320si           | 2          | Petr Fulín           | Mind       |            |
| Borusan Otomotiv Motorsport     | BMW 320si           | 3          | Aytaç Biter          | Mind       |            |
| Liqui Moly Team Engstler        | BMW 320si           | 4          | Igor Skuz            | 1          |            |
| SUNRED Engineering              | SEAT León           | 4          | Igor Skuz            | 3–4        |            |
| SUNRED Engineering              | SEAT León           | 8          | Fernando Monje       | Mind       |            |
| Rado Central KFT–RCM Motorsport | Peugeot 407         | 5          | Tim Gábor            | 1–2        |            |
| Rikli Motorsport                | Honda Civic FD      | 6          | Peter Rikli          | Mind       |            |
| Rikli Motorsport                | Honda Accord Euro R | 9          | Christian Fischer    | Mind       |            |
| XFX Unicorse                    | Alfa Romeo 156      | 7          | Ficza Ferenc         | 1–2        |            |
| XFX Unicorse                    | Alfa Romeo 156      | 10         | Gáspár Csaba         | 3          |            |
| Homola Motorsport               | BMW 320si           | 11         | Mat'o Homola         | 2–3        |            |
| SEAT Sport Slovakia             | SEAT León           | 20         | Michal Matějovský    | 2          |            |
| Single-makes Trophy             |                     |            |                      |            |            |
| Pfister Racing                  | SEAT León Supercopa | 22         | Andreas Pfister      | Mind       |            |
| Stian Paulsen Racing            | SEAT León Supercopa | 23         | Stian Paulsen        | Mind       |            |
| PCR Sport                       | SEAT León Supercopa | 24         | Urs Sonderegger      | Mind       |            |
| SBM Motorsport                  | SEAT León Supercopa | 25         | Patrick Nemec        | 2          |            |
| Krenek Motorsport               | SEAT León Supercopa | 26         | Jaromir Štádler      | 3–4        |            |
| Super Production                |                     |            |                      |            |            |
| ASK Vitro Racing                | Honda Civic Type R  | 31         | Aleksandar Tošić     | 1–3        |            |
| F Motorsport                    | BMW 320i E46        | 32         | Fabio Fabiani        | 1, 4       |            |
| Nikolay Karamyshev              | Honda Civic Type R  | 33         | Nikolay Karamyshev   | Mind       |            |
| Super 1600                      |                     |            |                      |            |            |
| Ravenol Team                    | Ford Fiesta         | 42         | Ulrike Krafft        | Mind       |            |
| Ravenol Team                    | Ford Fiesta         | 43         | Kevin Krammes        | Mind       |            |
| Ravenol Team                    | Ford Fiesta         | 44         | Paolo Necchi         | Mind       |            |
| Ravenol Team                    | Ford Fiesta         | 53         | Erwin Lukas          | 2–4        |            |
| ATM Racing                      | Ford Fiesta         | 45         | Klaus Bingler        | Mind       |            |
| Maurer Motorsport               | Chevrolet Aveo      | 46         | Alexander Frolov     | 2          |            |
| Maurer Motorsport               | Chevrolet Aveo      | 47         | Vadim Meshecheriakov | 2–3        |            |
| Maurer Motorsport               | Chevrolet Aveo      | 48         | Wilson Borgnino      | 2–4        |            |
| Maurer Motorsport               | Chevrolet Aveo      | 55         | Diego Romanini       | 4          |            |
| Rennsportteam Grossmann         | Ford Fiesta         | 49         | Steffen Grossmann    | Mind       |            |
| NK Racing Team                  | Ford Fiesta         | 50         | Ronny Reinsberger    | Mind       |            |
| Michael Golz                    | Ford Fiesta         | 51         | Michael Golz         | 1          |            |
| Team LuxMotor                   | Ford Fiesta         | 52         | Gilles Bruckner      | Mind       |            |

## Versenynaptár
| Verseny | Verseny | Ország | Pálya                         | Dátum       | Pole pozíció      | Leggyorsabb kör   | Győztes versenyző | Győztes csapat      |
| ------- | ------- | ------ | ----------------------------- | ----------- | ----------------- | ----------------- | ----------------- | ------------------- |
| 1       | V1      | ITA    | Autodromo Nazionale di Monza  | Március 11. | Fernando Monje    | Fernando Monje    | Fernando Monje    | SUNRED Engineering  |
| 1       | V2      | ITA    | Autodromo Nazionale di Monza  | Március 11. | Christian Fischer | Fernando Monje    | Fernando Monje    | SUNRED Engineering  |
| 2       | V1      | SVK    | Automotodróm Slovakia Ring    | Április 29. | Fernando Monje    | Fernando Monje    | Michal Matějovský | SEAT Sport Slovakia |
| 2       | V2      | SVK    | Automotodróm Slovakia Ring    | Április 29. | Christian Fischer | Michal Matějovský | Petr Fulín        | Krenek Motorsport   |
| 3       | V1      | AUT    | Salzburgring                  | Május 20.   | Igor Skuz         | Fernando Monje    | Fernando Monje    | SUNRED Engineering  |
| 3       | V2      | AUT    | Salzburgring                  | Május 20.   | Aytaç Biter       | Fernando Monje    | Fernando Monje    | SUNRED Engineering  |
| 4       | V1      | ITA    | Autodromo Enzo e Dino Ferrari | Június 24.  | Fernando Monje    | Fernando Monje    | Fernando Monje    | SUNRED Engineering  |
| 4       | V2      | ITA    | Autodromo Enzo e Dino Ferrari | Június 24.  | Aytaç Biter       | Fernando Monje    | Fernando Monje    | SUNRED Engineering  |

## Bajnokság állása

### Super 2000/1600
| Poz        | Versenyző            | MNZ        | MNZ        | SVK        | SVK        | SAL        | SAL        | IMO        | IMO        | Pontok     |
| Super 2000 | Super 2000           | Super 2000 | Super 2000 | Super 2000 | Super 2000 | Super 2000 | Super 2000 | Super 2000 | Super 2000 | Super 2000 |
| ---------- | -------------------- | ---------- | ---------- | ---------- | ---------- | ---------- | ---------- | ---------- | ---------- | ---------- |
| 1          | Fernando Monje       | 1          | 1          | 121        | Ret        | 1          | 1          | 1          | 1          | 73         |
| 2          | Peter Rikli          | 43         | 4          | 7          | 6          | 5          | 5          | 63         | Ret        | 44         |
| 3          | Petr Fulín           | DSQ2       | EX         | 3          | 1          | 43         | 3          | 5          | Ret        | 43         |
| 4          | Igor Skuz            | 16         | 7          |            |            | 92         | 8          | 2          | 2          | 35         |
| 5          | Aytaç Biter          | 7          | Ret        | 11         | 10         | 8          | 7          | 8          | 6          | 25         |
| 6          | Christian Fischer    | 8          | Ret        | 8          | 9          | 21         | DNS        | 7          | 4          | 23         |
| 7          | Michal Matějovský    |            |            | 12         | 3          |            |            |            |            | 20         |
| 8          | Ferenc Ficza         | 5          | 12         | 93         | 7          |            |            |            |            | 19         |
| 9          | Mat'o Homola         |            |            | 5          | 5          | DNS        | DNS        |            |            | 12         |
| 10         | Gáspár Csaba         |            |            |            |            | 7          | 4          |            |            | 11         |
|            | Tim Gábor            | DNS        | DNS        | 21         | DNS        |            |            |            |            | 0          |
| Super 1600 |                      |            |            |            |            |            |            |            |            |            |
| 1          | Kevin Krammes        | 111        | 8          | 15         | 13         | 121        | 12         | 152        | 11         | 77         |
| 2          | Paolo Necchi         | 14         | 10         | 161        | 14         | 152        | 11         | 121        | 9          | 70         |
| 3          | Ulrike Krafft        | 123        | DNS        | Ret2       | 16         | 163        | 13         | 14         | 13         | 37         |
| 4          | Wilson Borgnino      |            |            | DNS        | DNS        | 13         | 14         | 13         | 10         | 29         |
| 5          | Gilles Bruckner      | 132        | 9          | Ret3       | DNS        | 17         | 15         | Ret        | 12         | 29         |
| 6          | Klaus Bingler        | 15         | 11         | 17         | 17         | 20         | 18         | 17         | 14         | 26         |
| 7          | Ronny Reinsberger    | DNS        | DNS        | 22         | 15         | 18         | 16         | Ret3       | DNS        | 14         |
| 8          | Erwin Lukas          |            |            | 20         | 19         | 19         | 17         | 16         | 16         | 13         |
| 9          | Steffen Grossmann    | Ret        | DNS        | 19         | 18         | Ret        | DNS        | 18         | 15         | 11         |
| 10         | Vadim Meshecheriakov |            |            | NC         | Ret        | 14         | 19         |            |            | 6          |
| 11         | Alexander Frolov     |            |            | 18         | DNS        |            |            |            |            | 5          |
| 12         | Diego Romanini       |            |            |            |            |            |            | 19         | DNS        | 1          |
|            | Michael Golz         | DNQ        | DNQ        |            |            |            |            |            |            | 0          |
| Poz        | Versenyző            | MNZ        | MNZ        | SVK        | SVK        | SAL        | SAL        | IMO        | IMO        | Pontok     |

| Szín       | Eredmény                                          |
| ---------- | ------------------------------------------------- |
| Arany      | Győztes                                           |
| Ezüst      | 2. helyezett                                      |
| Bronz      | 3. helyezett                                      |
| Zöld       | Pontot szerzett                                   |
| Kék        | Pont nélkül vagy helyezetlenül ért célba (nc, hn) |
| Lila       | Nem ért célba (ret, ki)                           |
| Piros      | Nem kvalifikálta magát (dnq, nk)                  |
| Piros      | Nem előkvalifikálta magát (dnpq, nek)             |
| Fekete     | Diszkvalifikálták (dsq, kiz)                      |
| Szürke     | Eltiltott, más pilóta versenyzett helyette (et)   |
| Fehér      | Nem indult (dns, ni)                              |
| Világoskék | Pénteki tesztpilóta (td, tp)                      |
| Üres       | Visszalépett (vi)                                 |
| Üres       | Nem gyakorolt (dnp, ne)                           |
| Üres       | Beteg vagy sérült volt (inj, bet, sér, EÜ)        |
| Üres       | Kizárt (ex, kiz)                                  |
| Üres       | Nem érkezett meg (dna, nj)                        |
| Üres       | Törölt futam (T)                                  |

### Super Production/Single-makes Trophy
| Poz                 | Versenyző          | MNZ              | MNZ              | SVK              | SVK              | SAL              | SAL              | IMO              | IMO              | Pontok           |
| Super Production    | Super Production   | Super Production | Super Production | Super Production | Super Production | Super Production | Super Production | Super Production | Super Production | Super Production |
| ------------------- | ------------------ | ---------------- | ---------------- | ---------------- | ---------------- | ---------------- | ---------------- | ---------------- | ---------------- | ---------------- |
| 1                   | Nikolay Karamyshev | 102              | 6                | 141              | 11               | 102              | 9                | 10               | 8                | 83               |
| 2                   | Aleksandar Tošić   | 91               | Ret              | 132              | 12               | 111              | 10               |                  |                  | 52               |
| 3                   | Fabio Fabiani      | EX               | EX               |                  |                  |                  |                  | 111              | 17               | 19               |
| Single-Makes Trophy |                    |                  |                  |                  |                  |                  |                  |                  |                  |                  |
| 1                   | Stian Paulsen      | 21               | 2                | 41               | 4                | 32               | 2                | 31               | 3                | 85               |
| 2                   | Andreas Pfister    | 32               | 3                | 2                | 2                | 21               | 6                | 42               | 5                | 79               |
| 3                   | Urs Sonderegger    | 63               | 5                | 10               | Ret              | 63               | Ret              | DNS3             | DNS              | 26               |
| 4                   | Patrick Nemec      |                  |                  | 63               | 8                |                  |                  |                  |                  | 13               |
| 5                   | Jaromir Štádler    |                  |                  |                  |                  | Ret              | DNS              | 9                | 7                | 12               |
| Poz                 | Versenyző          | MNZ              | MNZ              | SVK              | SVK              | SAL              | SAL              | IMO              | IMO              | Pontok           |

| Szín       | Eredmény                                          |
| ---------- | ------------------------------------------------- |
| Arany      | Győztes                                           |
| Ezüst      | 2. helyezett                                      |
| Bronz      | 3. helyezett                                      |
| Zöld       | Pontot szerzett                                   |
| Kék        | Pont nélkül vagy helyezetlenül ért célba (nc, hn) |
| Lila       | Nem ért célba (ret, ki)                           |
| Piros      | Nem kvalifikálta magát (dnq, nk)                  |
| Piros      | Nem előkvalifikálta magát (dnpq, nek)             |
| Fekete     | Diszkvalifikálták (dsq, kiz)                      |
| Szürke     | Eltiltott, más pilóta versenyzett helyette (et)   |
| Fehér      | Nem indult (dns, ni)                              |
| Világoskék | Pénteki tesztpilóta (td, tp)                      |
| Üres       | Visszalépett (vi)                                 |
| Üres       | Nem gyakorolt (dnp, ne)                           |
| Üres       | Beteg vagy sérült volt (inj, bet, sér, EÜ)        |
| Üres       | Kizárt (ex, kiz)                                  |
| Üres       | Nem érkezett meg (dna, nj)                        |
| Üres       | Törölt futam (T)                                  |

Megjegyzés
- 1 ² ³ utalnak az időmérőn elért helyezésekre, melyet pontokkal jutalmaznak: 3–2–1.[13]